# 田纳西走马

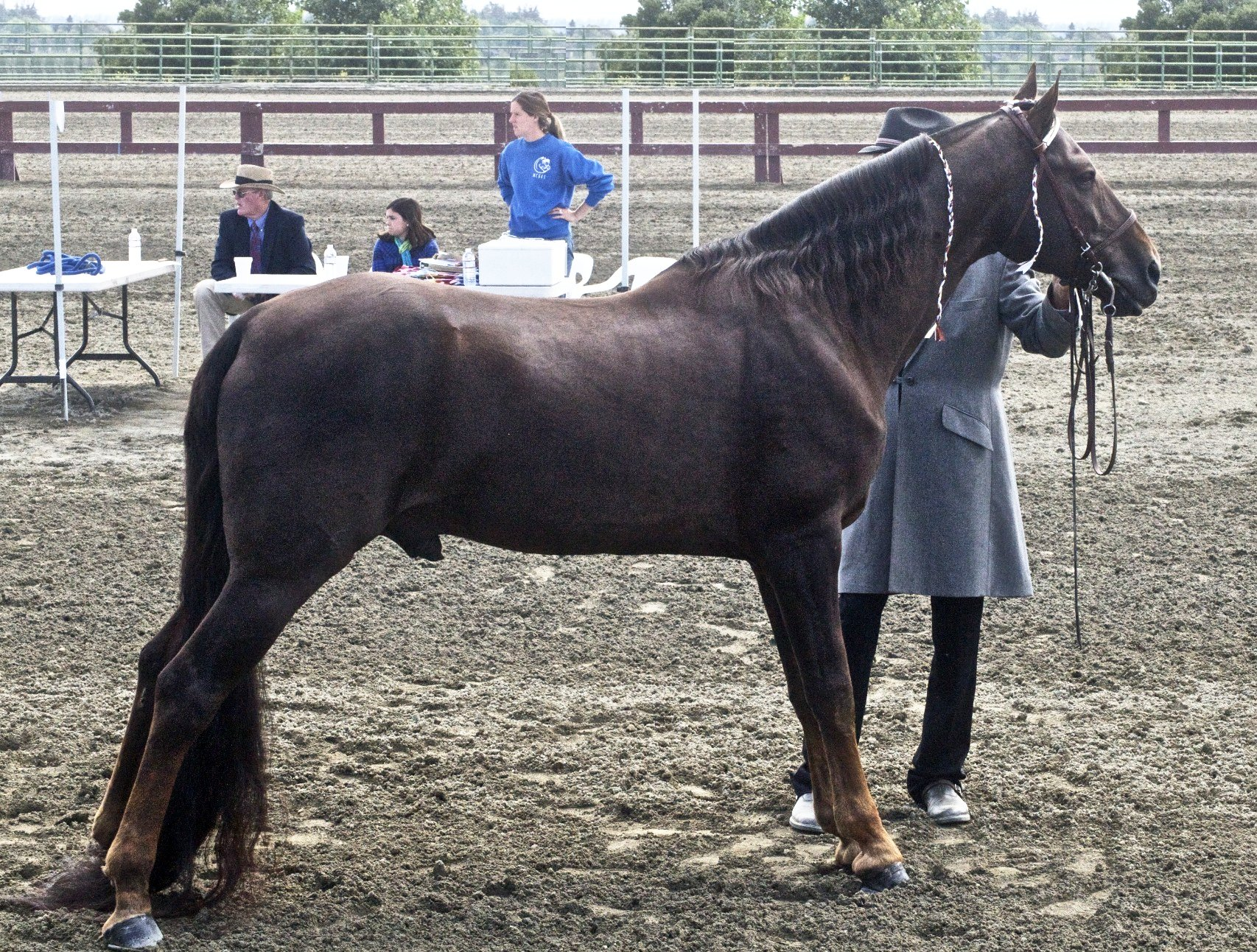
田纳西走马

田纳西走马是原產於美國南部的一種馬，也是人工培育出來的一種馬。田纳西走马于18世纪末開始出現，也是由兩種其他的馬雜交而成。1935年，田纳西走马被承认为独立的品种。大部分田纳西走马高度在150至173厘米之間。